# Şehitlik-Moschee
Die Şehitlik-Moschee (türkisch Berlin Türk Şehitlik Camii) in Berlin wurde zwischen 1999 und 2005 auf dem historischen Türkischen Friedhof am Columbiadamm im Bezirk Neukölln von der Türkisch-Islamischen Union der Anstalt für Religion (DITIB) auf dem Gelände eines Vorgängerbaues gleicher Nutzung errichtet. Ihren Namen übernahm die Moschee vom Türkischen Friedhof, der bereits im Jahr 1866 als Diplomatenfriedhof angelegt worden war. Das von Şehit (dt. Märtyrer) abgeleitete Şehitlik bedeutet hier Friedhof.

## Moschee
Die Moschee bietet 1500 Gläubigen Platz und der Gebetssaal im ersten Obergeschoss hat eine Fläche von 365 m².

### Planung

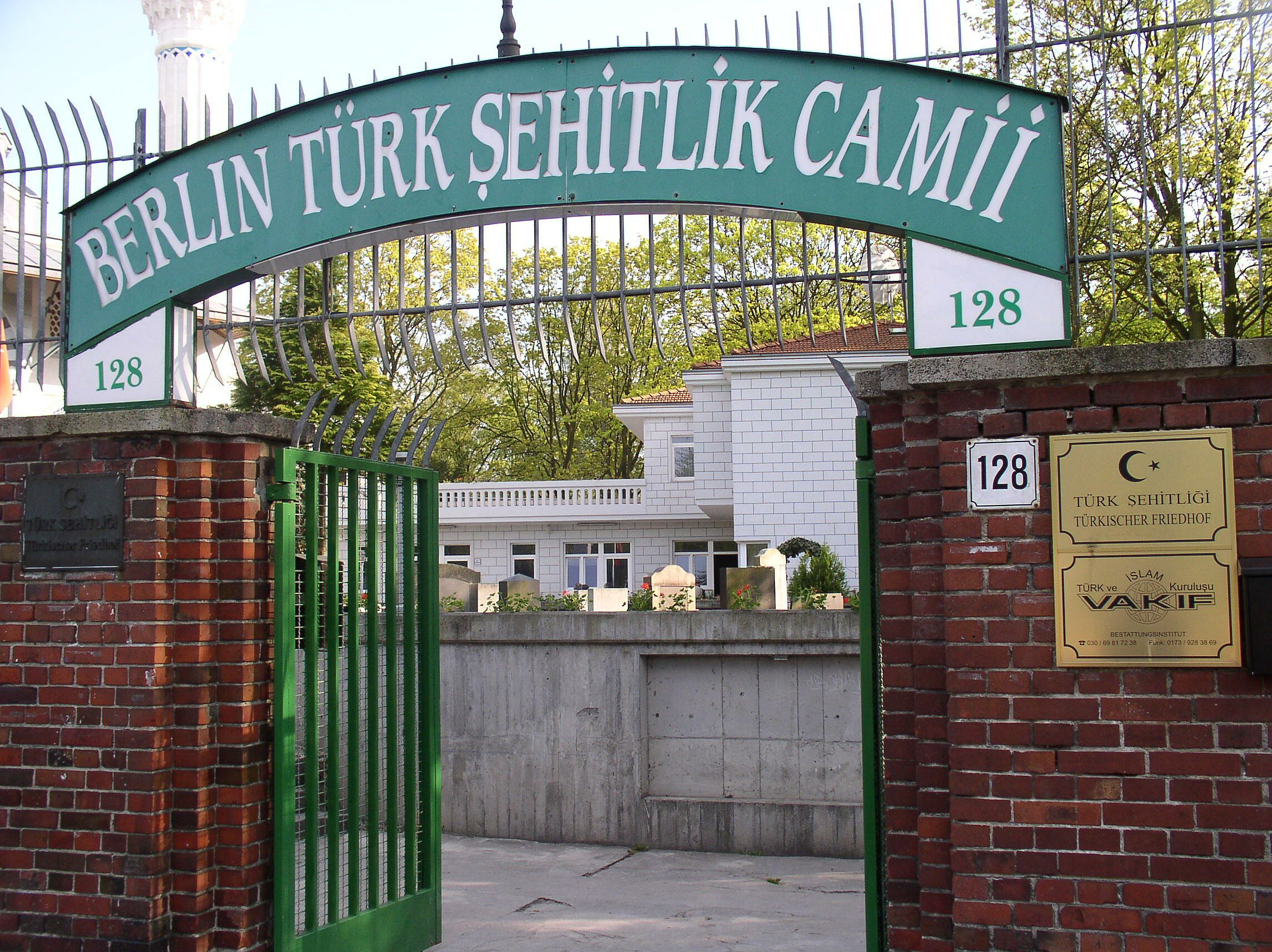
Eingang des Türkischen Friedhofs

Die Moschee mit Nachbargebäuden wurde nach Entwurf des Architekten Hilmi Şenalp von der Bauunternehmung Hassa Mim. Müh. Ltd. AS aus der Türkei ausgeführt. Şenalp plante auch die Moscheen in Aşgabat (Turkmenistan) und in Tokio (Japan) und leitete die Bauarbeiten. Für die Şehitlik-Moschee fertigte er die Ausführungspläne. Die Statik berechnete Hüseyin Portakal in Augsburg. Die Grundsteinlegung für den Bau erfolgte im Jahr 1999. Der Rohbau wurde unter der Leitung von Tarkan Akarsu aus Berlin ausgeführt, der auch den Nachtrag zur Baugenehmigung wegen Veränderungen am Baukörper stellte.

### Baukomplex

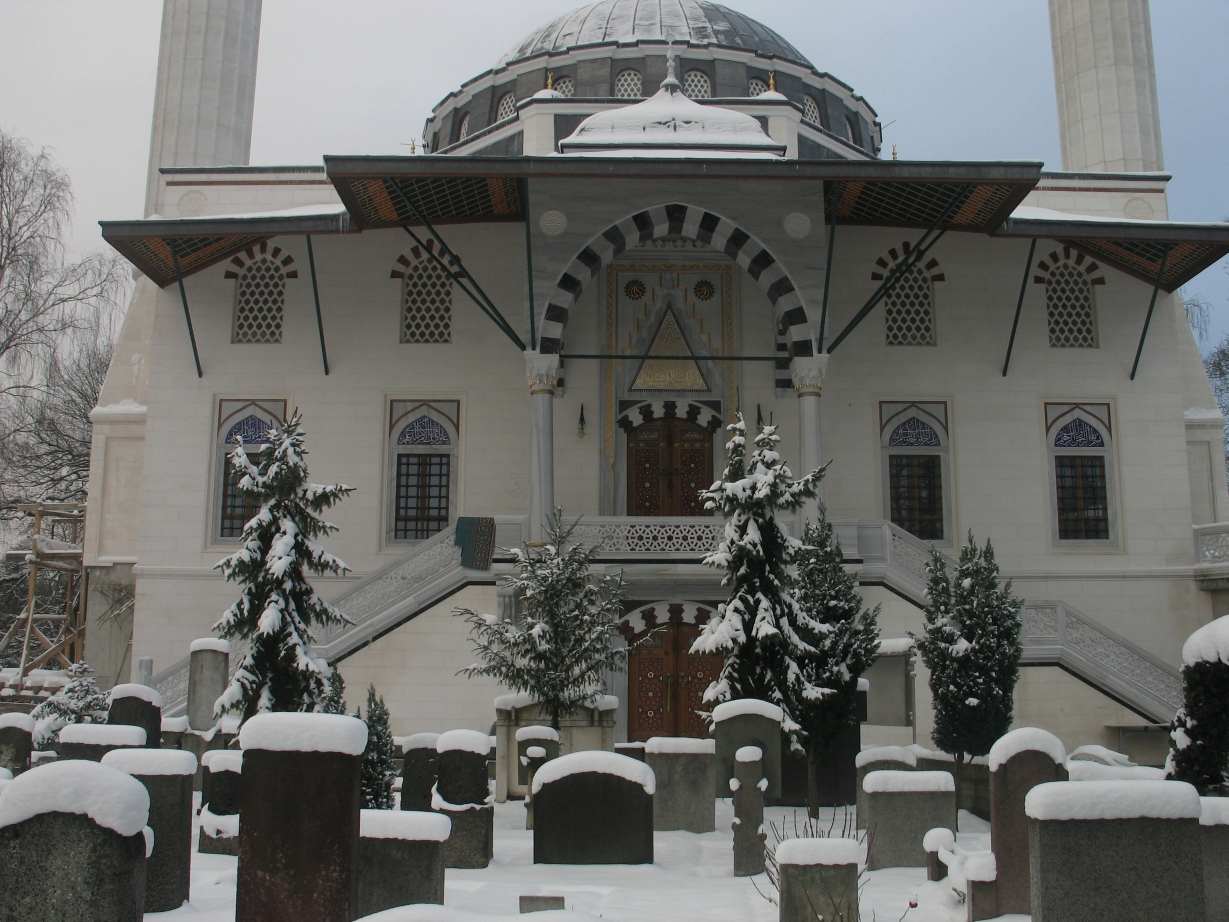
Moschee auf dem islamischen Friedhof im Winter

Bei dem Baukomplex handelt es sich um ein Kulturzentrum mit einer Moschee. Daher wurden die Planung und die Bauausführung in drei Abschnitten durchgeführt. Der erste Bauabschnitt bestand aus drei Geschossen. Das erste Obergeschoss ist dabei halb so groß wie das Erdgeschoss, da die Hälfte als Terrasse gebaut wurde. Das Kulturzentrum wird am Ende des dritten Bauabschnitts ca. 2805 m² umfassen.
Den zweiten Bauabschnitt bildet die Moschee mit vier Geschossen. Das Kellergeschoss wurde als Mehrzweckhalle geplant. Das Erdgeschoss wird zurzeit als Gebetsraum benutzt und wird in der Zukunft als Versammlungsraum und Ersatzgebetsraum verwendet, die eigentliche Moschee befindet sich im ersten Obergeschoss. Auch die Minarette sind ab dem ersten Obergeschoss vorhanden. Auf dem Galeriegeschoss beten in der Regel die Frauen.
Der dritte Bauabschnitt wurde Ende 2006 mit dem ersten Spatenstich für den Bau eines Informations- und Begegnungszentrums begonnen.
Finanziert wurde das Begegnungszentrum mit 70.000 Euro aus dem Programm „Soziale Stadt“, Spenden der Sehitlik Gemeinde (750.000 Euro) und Mitteln des türkischen Ministeriums für Zusammenarbeit und Koordination (250.000 Euro). Am 27. Februar 2015 wurde das Kulturhaus mit der Ausstellung „Türcken, Mohren und Tataren-Muslime in Brandenburg-Preußen“ eröffnet.

### Nutzung
Die Moschee dient den Muslimen der angrenzenden Ortsteile, vor allem Neukölln und Kreuzberg, als Gebetsstätte, die Gebetssprache ist vor allem Türkisch, abhängig vom Anlass auch Arabisch. Daneben finden in der Moschee auch die meisten Begräbniszeremonien der islamischen Gemeinde Berlins statt; die Toten werden anschließend auf einem der Berliner Friedhöfe bestattet, die Grabfelder für islamische Bestattungen anbieten, oder in die Heimat des Verstorbenen überführt. Der Türkische Friedhof direkt an der Moschee ebenso wie die muslimischen Grabfelder des Neuen Garnisonfriedhofs sind bereits ausgelastet.

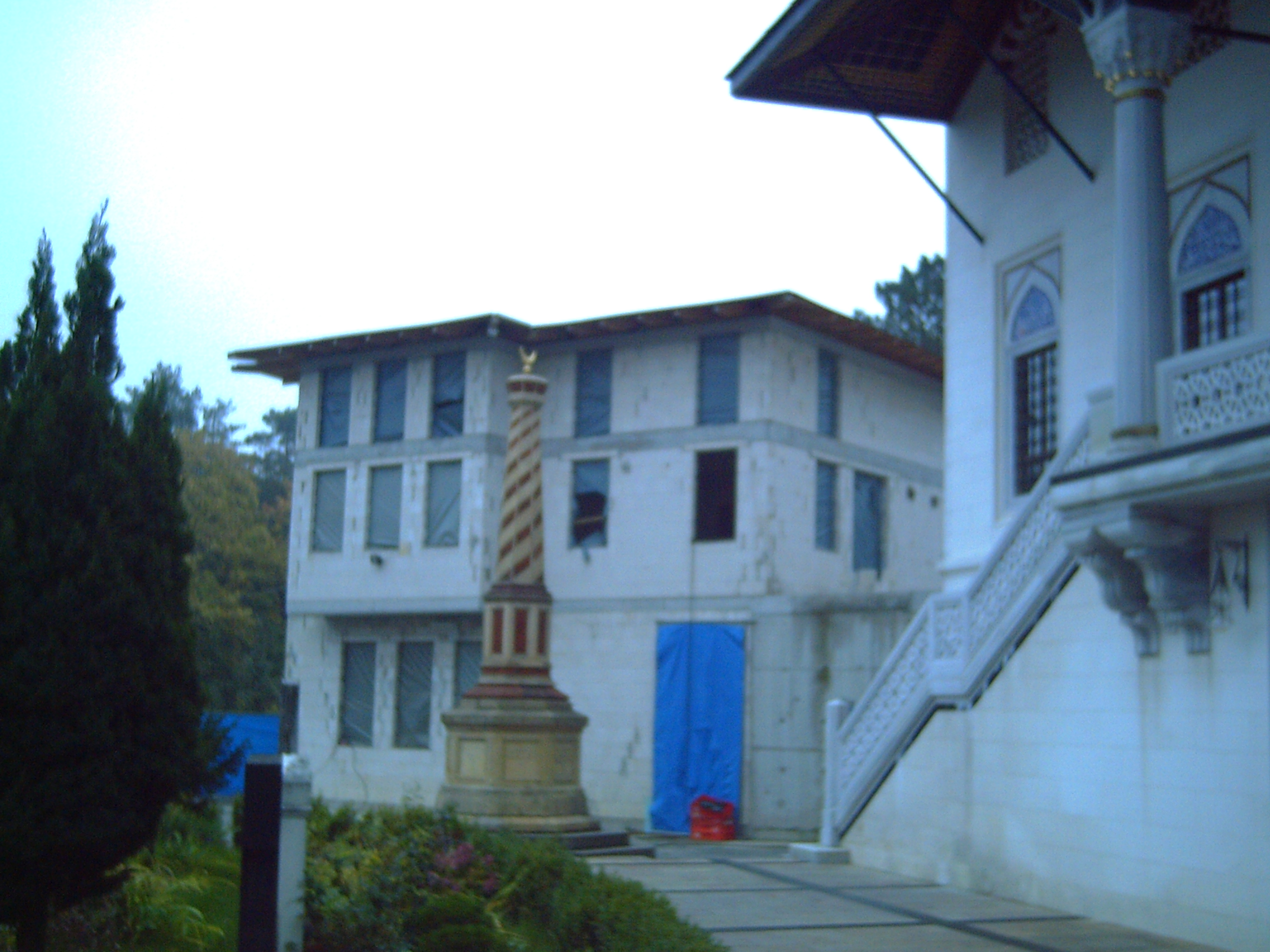
Kulturelles Zentrum im Rohbau, unmittelbar neben der Moschee

Da die Moschee neben den religiösen auch gesellschaftliche Aufgaben hat und als Gemeindezentrum dient, gibt es Räumlichkeiten für diese Zwecke.

## Architektur
Als bauliches Vorbild diente der Moschee die osmanische Architektur des 16. und 17. Jahrhunderts. Diese Zeit war von Mimar Sinan geprägt, mit dem die osmanische Architektur ihren klassischen Gipfel erreichte. Die Periode dauerte bis Anfang des 18. Jahrhunderts, als die europäischen Einflüsse auf die osmanische Architektur stärker wurden.

### Daten zum Bauwerk
Der erste Bauabschnitt ist insgesamt 940 m² groß. Die Moschee mit allen Geschossen (Keller-, Erd-, 1. Ober- und Galeriegeschoss) hat insgesamt 1.360 m² Bruttogeschossfläche (BGF). Das Kellergeschoss hat etwa 450 m² Brutto-Grundfläche, das Erdgeschoss ist etwa 400 m² groß und die Bruttogrundfläche des 1. Obergeschosses (der Gebetsraum) beträgt etwa 365 m².
Die gesamte Brutto-Grundfläche des Galeriegeschosses beträgt etwa 145 m². Die Hauptkuppel mit 12 Meter Durchmesser sitzt auf einem achteckigen Unterzug. Die Last der Kuppel wird durch die acht Halbkuppeln auf die Außenwand und somit auf die Fundamente weitergeleitet. Das Kellergeschoss und das Erdgeschoss sind jeweils 3,5 Meter hoch und das 1. Obergeschoss ist bis zu den kleinen Kuppeln 8,47 Meter, bis zur Hauptkuppel 15,42 Meter hoch. Die Höhe unter dem Galeriegeschoss beträgt vier Meter.

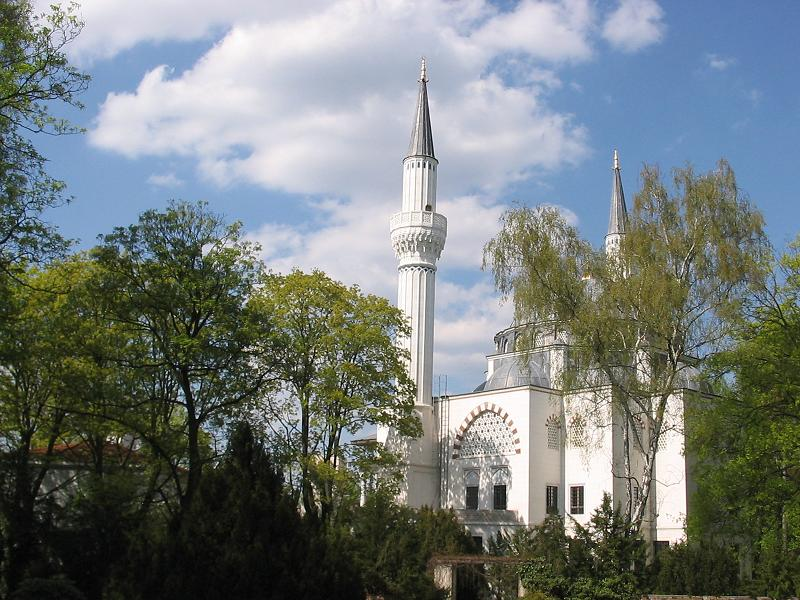
Şehitlik-Moschee

Die gesamte Höhe von der Außenseite der Hauptkuppel bis zum Moschee-Boden beträgt 16,5 Meter, bis zur Erdoberfläche 21,1 Meter. In der Moschee kann eine lichte Höhe von 16,32 Meter gemessen werden. Die Länge der Minarette, vom ersten Geschoss aus und ohne Spitze, beträgt 25,03 Meter, mit der Spitze bis auf den Halbmond 33,56 Meter. Die gesamte Größe des dritten Bauabschnittes beträgt etwa 505 m². Dem Kulturzentrum werden am Ende etwa 2805 m² zur Verfügung stehen.

### Zur Baustruktur und Gestaltung
Die Bauten aus der klassischen Periode werden durch architektonische Terminologie nach dem Tragwerk klassifiziert. Grundsätzlich sind die benutzten Formen die vier-, sechs- und achtkuppeltragenden Pfeiler-Pläne. Die Moschee wurde in Achteck-kuppeltragender Pfeiler und Stützbogen-Form aus einer Stahlbaukonstruktion gebaut.
Die Gestaltungsmöglichkeiten des Zentralraumes bildeten gleichzeitig in der klassischen osmanischen Architektur die Entwicklungskriterien dieser Bauweise, weil durch die damalige Bauart und -konstruktion die Vergrößerung des Zentralraumes beschränkt war. Typische Beispiele für einen Acht-Säulen-Plan sind die Selimiye Camii in Edirne und die Kadirga Sokullu Pasa Camii in Istanbul.
Das Vordach ist ein profanes Bauelement, das bei Moscheen nur sehr selten genutzt wird. Hier wurde es verwirklicht, um die Fassadengestaltung des Komplexes einheitlich zu halten. An der Fassade der Moschee befinden sich die Vogelpaläste, die die Rücksicht damaliger Baukunst auf die Tiere zeigt.

### Technik
Das Hauptaugenmerk der inneren Dekoration galt der Harmonie der Mischverwendung von Keramik und Marmor. An der Gebetsnische, Predigtkrone, Predigtkanzlei und zwischen den Bögen ist diese zu beobachten. Eine derartige Mischverwendung dieser Materialien war in klassischer Periode nicht bekannt. Diese Moschee ist somit keine Wiederholung oder Kopie irgendeiner Moschee, sondern stellt eine neue Form der Gestaltungsmöglichkeiten der klassischen Periode dar. Der verwendete Marmor wurde auf der Marmara-Insel abgebaut und verarbeitet.

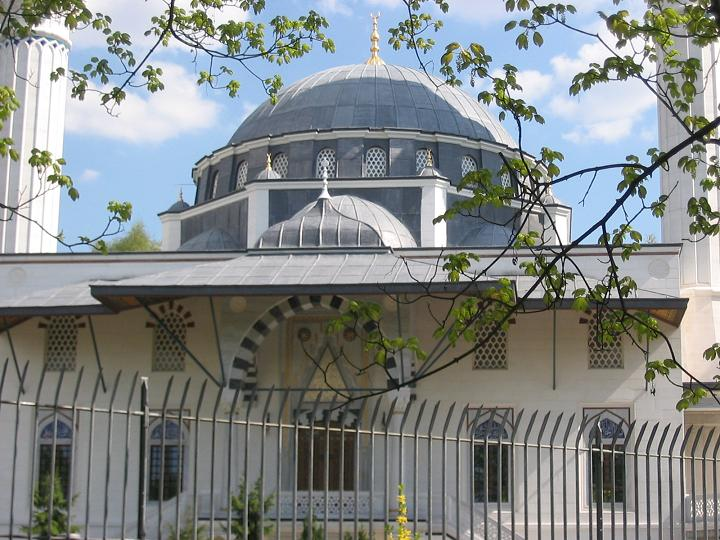
Şehitlik-Moschee

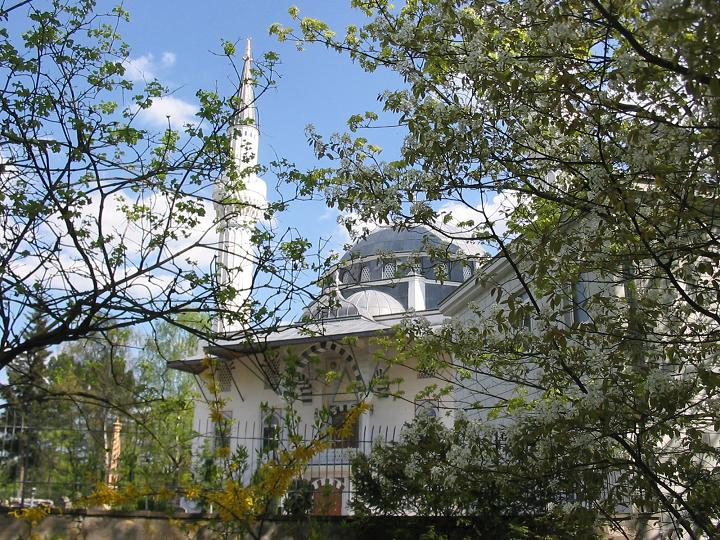
Şehitlik-Moschee

Die Keramik am Baukörper ist echte İznik-Keramik, die in der türkischen Stadt İznik per Hand verformt, gestaltet und gefärbt wurde. Der Boden der Keramik besteht aus Quarzsand. Die rohen Platten werden nach der Herstellung stundenlang gefärbt und dann geschliffen. Dann werden die Motive durch Staubtechnik aufgetragen (die gleiche Technik wurde auch an der Hauptkuppel verwendet), anschließend werden sie bemalt. Im Ofen bei 600 °C werden die Motive und Farben auf der Keramik verfestigt. Abschließend werden die Platten mit einer Glasur versehen und in einem Ofen bei 900 °C Hitze gebacken. Die Wärmemenge und die Bleibedauer im Ofen sind für ein befriedigendes Ergebnis entscheidend. Manchmal wird die gewünschte Qualität eines Keramikstücks erst nach fünf- bis sechsmaliger Wiederholung erreicht.

### Kunst
Alle verwendeten Materialien wie Holz, Marmor oder Gipsfenster wurden mit großem Aufwand originalgetreu vorbereitet und eingebaut. Die Platten, auf denen die Namen Allah, Mohammed, Abu Bakr, Omar, Osman, Ali, Hasan, Hüsseyin stehen, sind die Übergangselemente. Die scharfen Zwischenschnitte der Übergänge werden von der Hauptkuppel zu den kleinen Kuppeln durch diese Elemente optisch erleichtert.
Auch die Muqarnas, die sich in der unteren Schicht befinden, sind Übergangselemente, die die ästhetische Verbindung zwischen den kleinen Kuppeln und den Außenwänden ermöglichen. Die Muqarnas sind eine Kunstart, deren Entwurf und Ausführung zurzeit bedroht ist und zunehmend in Vergessenheit gerät. Auf der Hauptkuppel stehen traditionell die Verse Ihlas-i Serif, die Schriften wurden mit 23 Karat Goldverzierung ausgeführt. Normalerweise ist die Farbe des Hintergrundes Kobaltblau, hier wurde aber Dunkelgrün ausgewählt, welches in den Moscheen aus der früheren Periode sehr oft verwendet wurde. Die benutzten Hauptfarben sind Titaniumoxid (Weiß), Kobaltblau, Eisenoxid (orange, rot) und Ocker (gelb), andere Farben entstanden durch die Mischung dieser Hauptfarben.
Bei der Ausführung der Kalligraphie wurden zuerst an der Wand und an der Kuppel die Stelle und Breite der Schriftzüge mit einem Bleistift vorgezeichnet. Die Dicke der Buchstaben wurde nach der Entfernung zwischen der Kuppel und dem Boden vor Ort entschieden. Dabei ist zu beachten, dass die Schrift dem Lesenden weder zu klein noch zu groß vorkommen darf. Danach wurden der Rahmen und die Motive um die Schrift herum ergänzt. Letztendlich wurde die gesamte Gestaltung von der Hauptkuppel bis hin auf die Säulensocken bzw. von oben bis nach unten hinsichtlich der Ausgewogenheit der Farben und der Größen nach mehrmaligen Anpassungen Stück für Stück ausgereift. Die Kalligraphie der Moschee wurde von Hüseyin Kutlu ausgeführt, dessen Lehrer der Necmeddin Okyay ist. Die Malerei wurde von Semih Irtes vor Ort entworfen und den Wänden bzw. Kuppeln angepasst und gemalt. Diese und die hier nicht genannten Künstler, Fachmänner oder Stuckateure sind aus der Türkei nur für den Bau dieser Moschee nach Berlin gekommen.

## Bauhöhenproblem

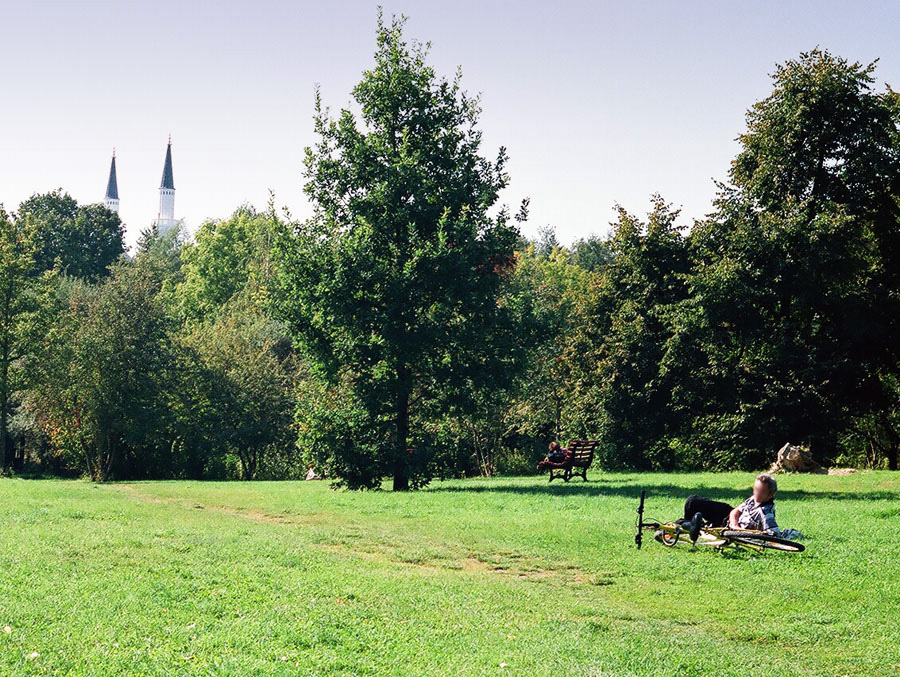
Blick von der Hasenheide auf die Minarette

Kurz vor der Eröffnung der Moschee 2003 ergaben Messungen des Bezirksamtes Neukölln als Bauaufsichtsbehörde, dass die Minarette statt der genehmigten Höhe von 28,60 Meter nun eine Höhe von 37,10 Metern aufweisen. Auch die Kuppel zeigte mit einer Höhe von 21,30 Metern Abweichungen von der Baugenehmigung um 4,10 Meter. Das galt wegen der unmittelbaren Nähe des Flughafens Tempelhof als problematisch. Die Behörde verlangte den Abriss und ein Bußgeld in Höhe von einer halben Million Euro.
Im Oktober 2003 kam es zwischen der Behörde und dem Bauherrn zu der Einigung „eine nachträgliche Heilung der Baumängel durch einen Nachtrag zur Baugenehmigung vorzunehmen“, dem Bauherren aber ein Bußgeld in Höhe von 80.000 Euro aufzuerlegen.

## Brandstiftungen
Im Juni, August und November 2010 wurde die Moschee Ziel von vier Brandstiftungen, immer an der gleichen Stelle. Im Januar 2011 wurde ein Tatverdächtiger festgenommen und zunächst in einem psychiatrischen Krankenhaus des Maßregelvollzugs untergebracht. Im Juli 2011 wurde der Täter zu einer Haftstrafe von zwei Jahren und neun Monaten verurteilt.